# Inachis io
Inachis io là một loài bướm ngày được tìm thấy ở châu Âu, châu Á ôn đới như tại miền đông Nhật Bản. Nó là thành viên duy nhất của chi Inachis (tên bắt nguồn từ thần thoại Hy Lạp, có nghĩa là Io, con gái của Inachus). Không nên nhầm lẫn nó với loài "bướm công Mỹ" trong chi Anartia, hai loài này không có họ hàng gần. Loài bướm này đang cư trú trong phạm vi của nó, thường trú đông trong các tòa nhà hoặc cây. Vì vậy, thường xuyên xuất hiện khá sớm trong mùa xuân. Người ta đã nghiên cứu vai trò của điểm mắt giả trên cánh loài bướm này là cơ chế chống lại động vật ăn thịt.
Trong quần đảo Anh, loài bướm này được tìm thấy ở Anh, Scotland (bao gồm cả Orkney và Shetland), xứ Wales và Ireland. Loài này đang mở rộng phạm vi của nó. Loài này không bị đe dọa.

## Hình ảnh

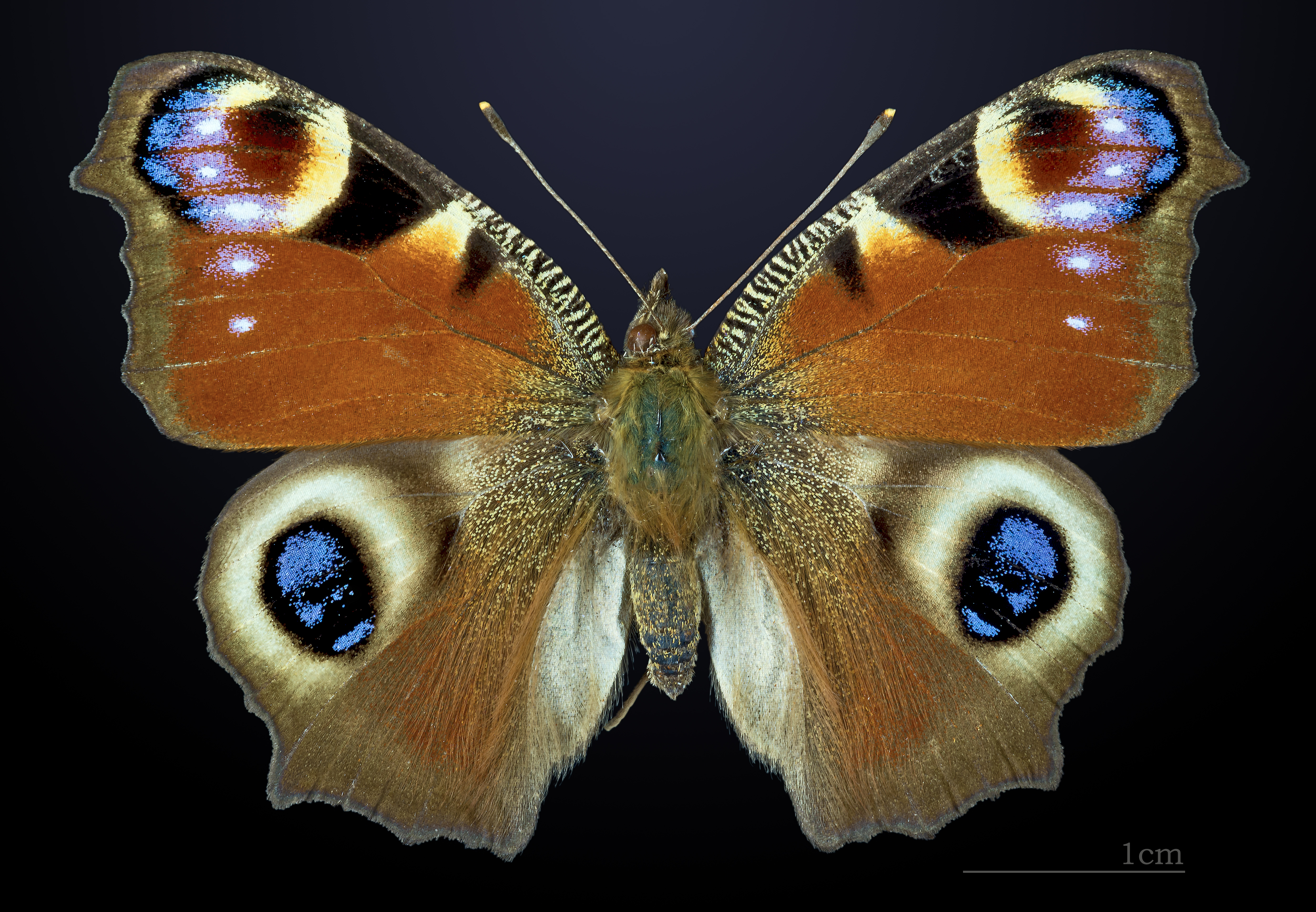
Inachis io (Aglais io)
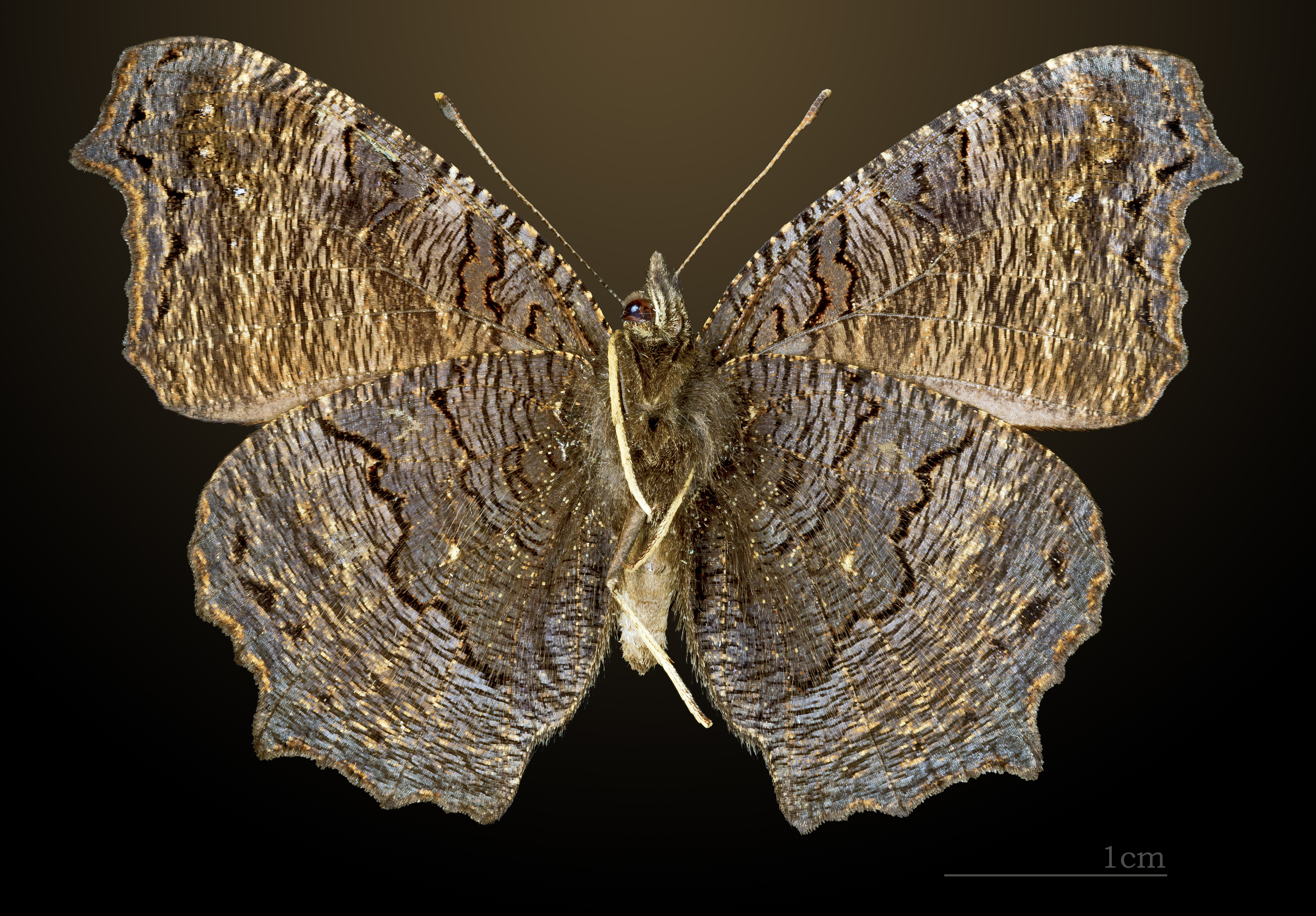
Dưới lưng cánh, mặt trong Inachis io
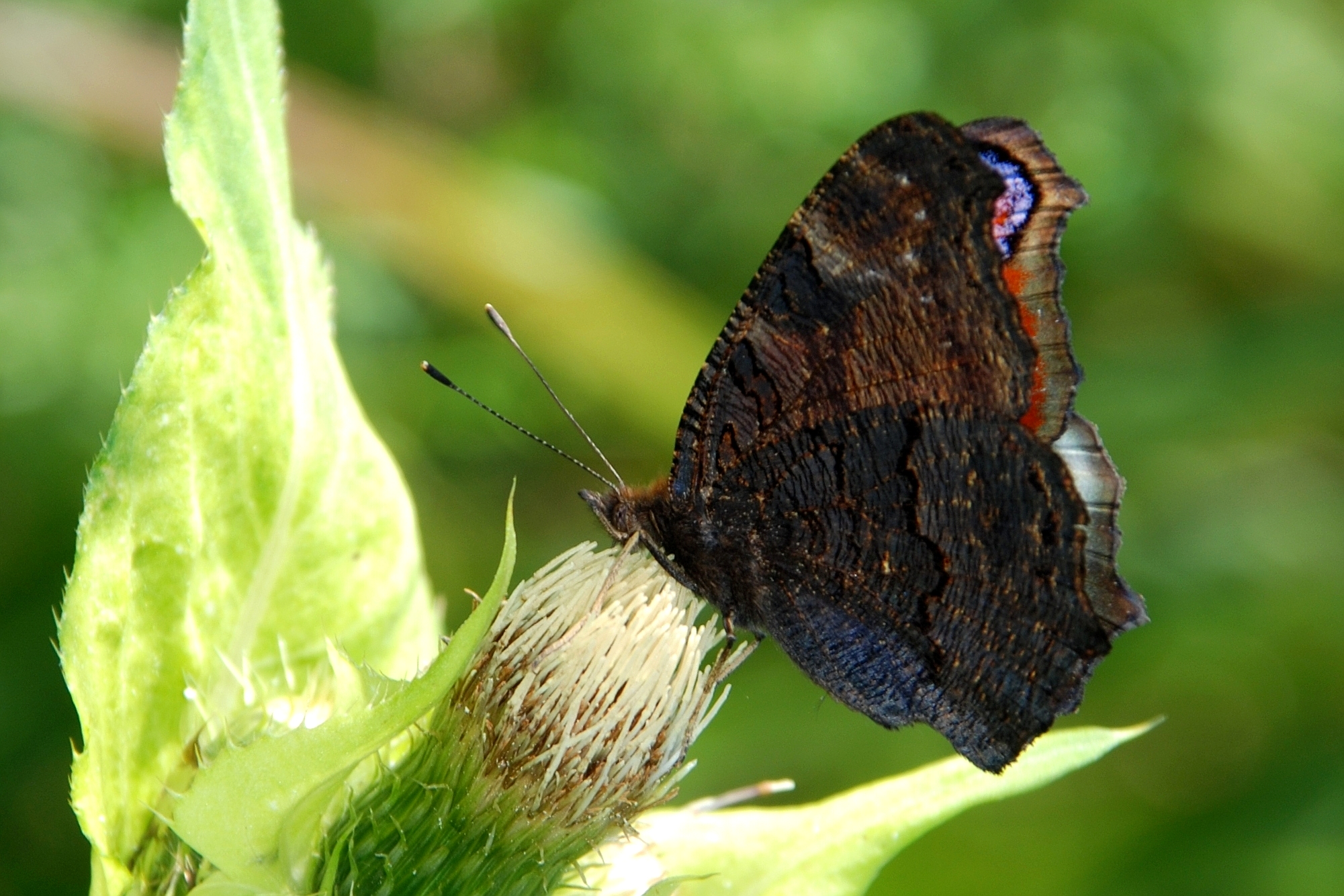
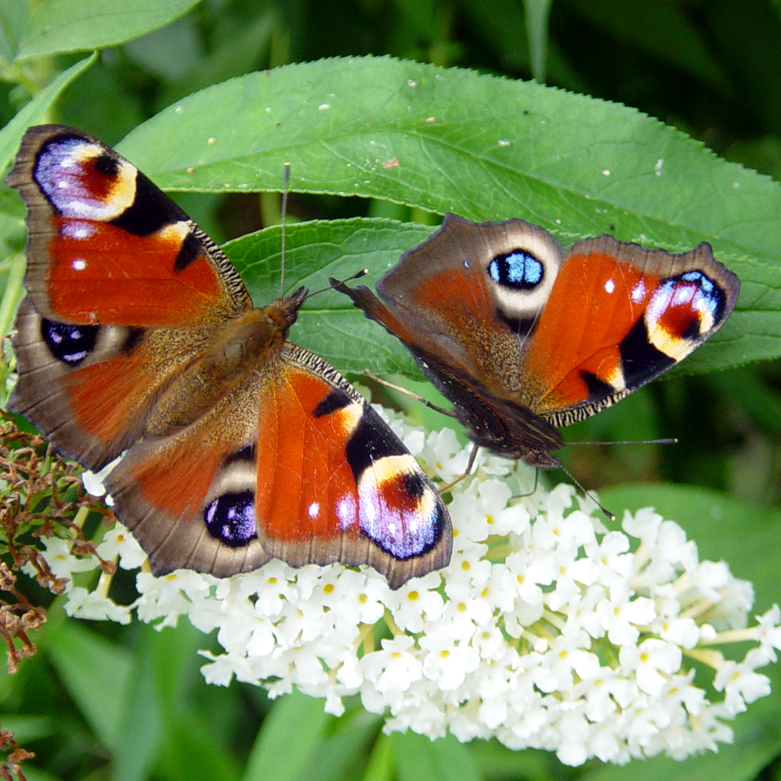
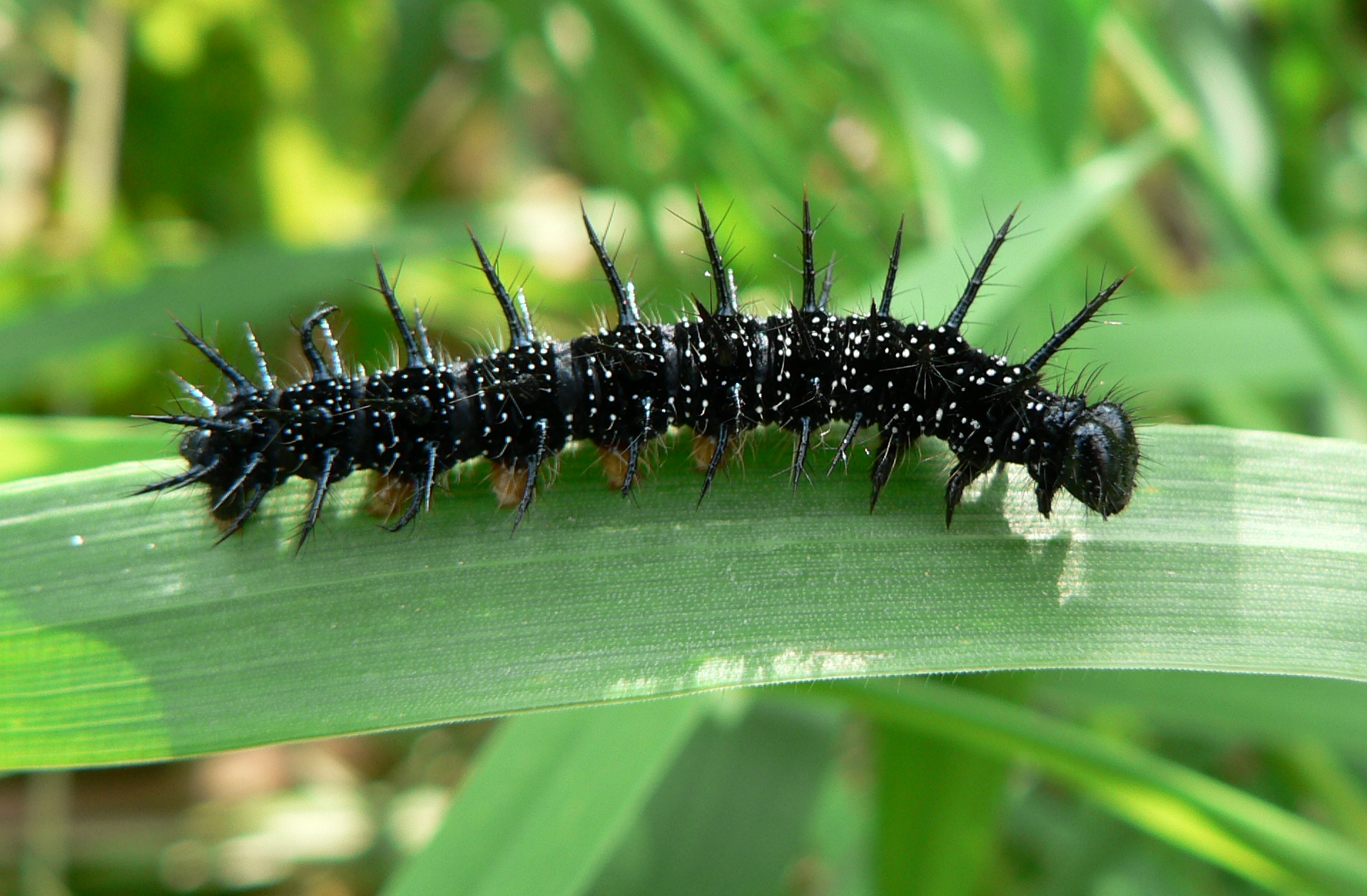
sâu bướm
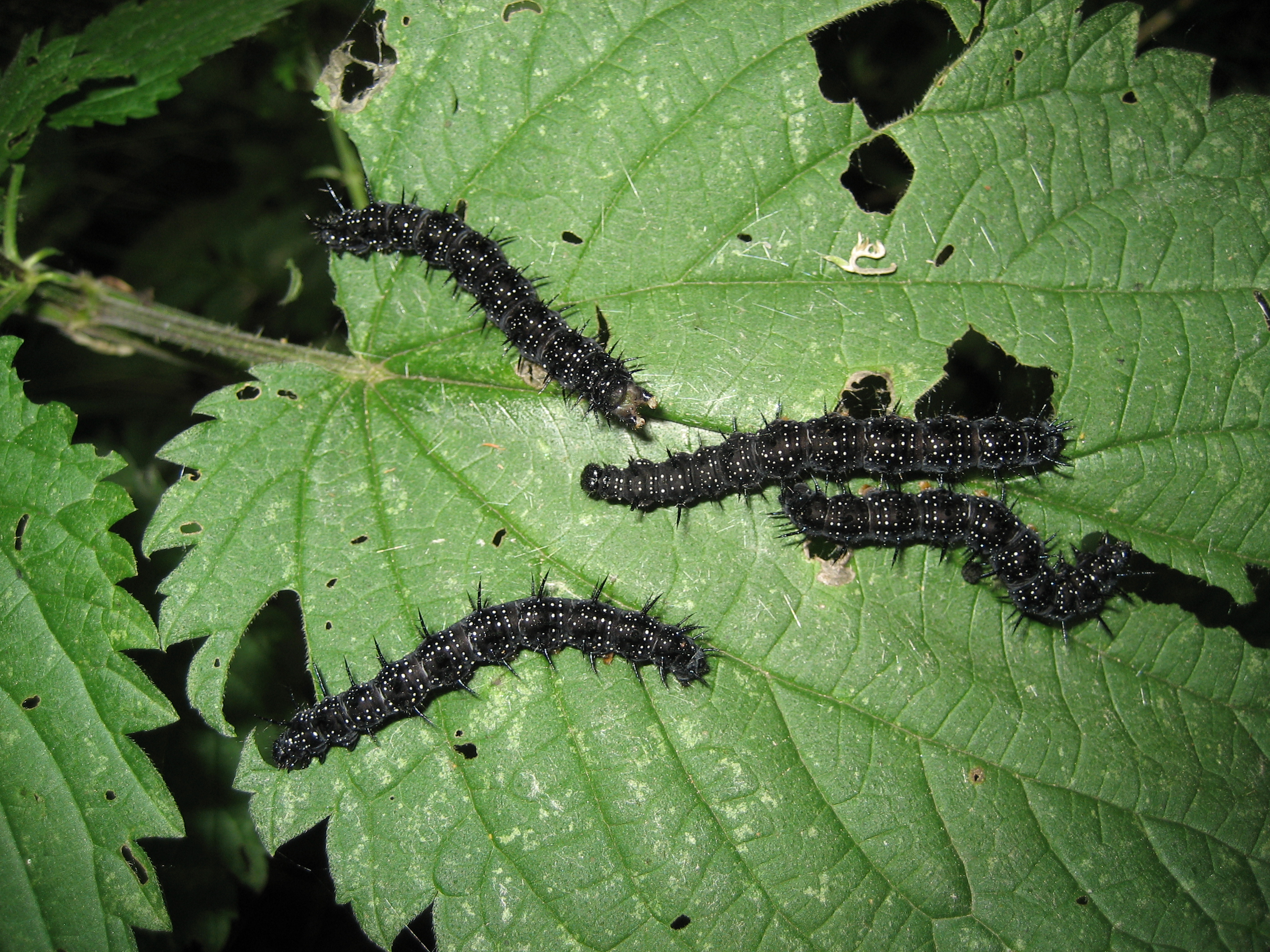
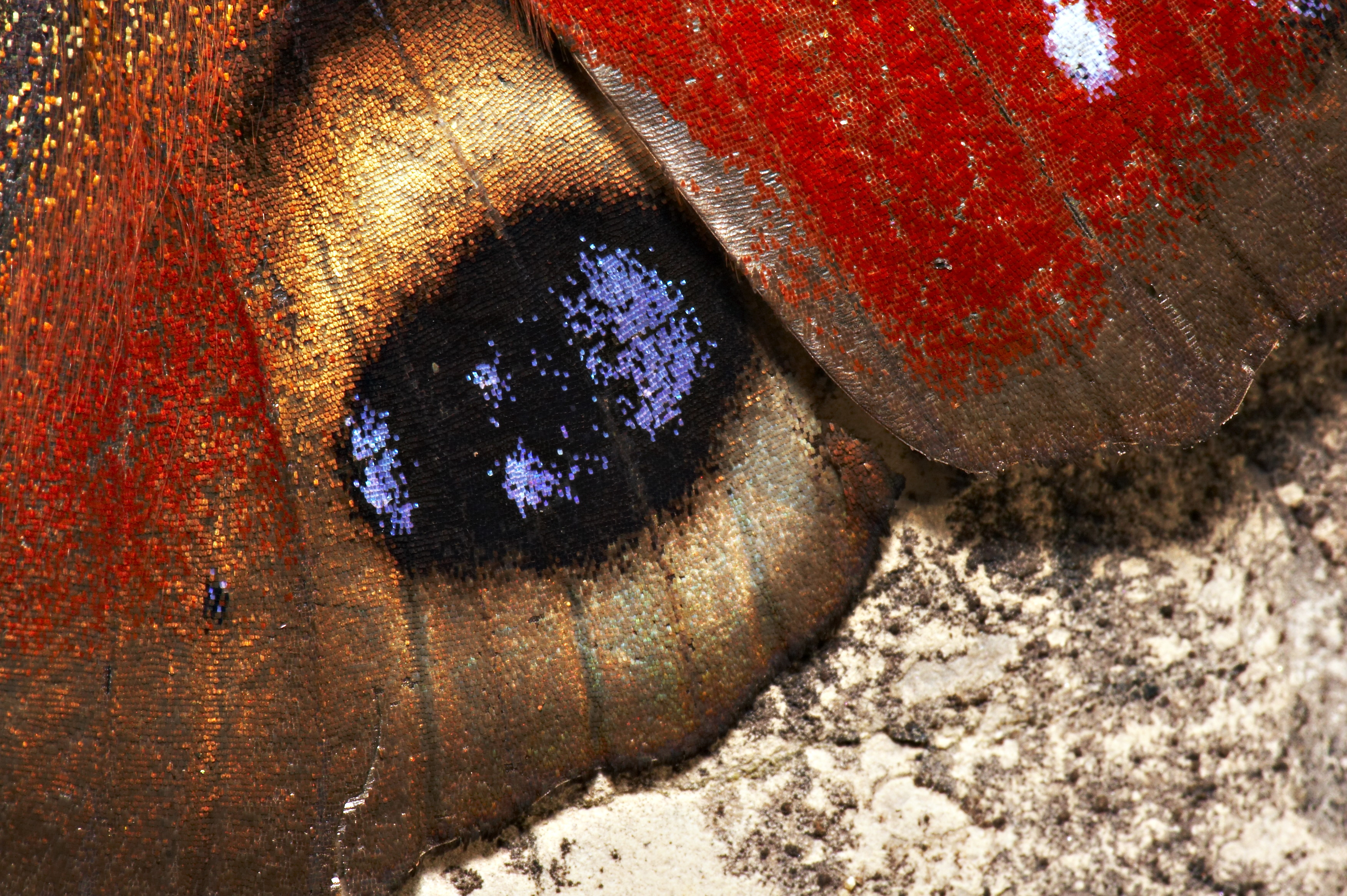
Chụp cận ảnh cánh bướm